# Садковское сельское поселение
Садковское сельское поселение — муниципальное образование в Красносулинском районе Ростовской области.
Административный центр поселения — хутор Садки.

## Административное устройство
В состав Садковского сельского поселения входят:
- хутор Садки,
- хутор Дудкино,
- хутор Зайцевка,
- хутор Правда.

## Население
| 2010  | 2012  | 2013  | 2014  | 2015  | 2016  | 2017  |
| ----- | ----- | ----- | ----- | ----- | ----- | ----- |
| 3056  | ↘3006 | ↘2961 | ↘2929 | ↘2895 | ↘2850 | ↘2812 |
| 2018  | 2019  | 2020  | 2021  |       |       |       |
| ↘2781 | ↘2729 | ↘2701 | ↘2651 |       |       |       |